# Oltressenda Alta
Oltressenda Alta är en ort och kommun i provinsen Bergamo i regionen Lombardiet i Italien. Kommunen hade 148 invånare (2018).